# Skytské umění

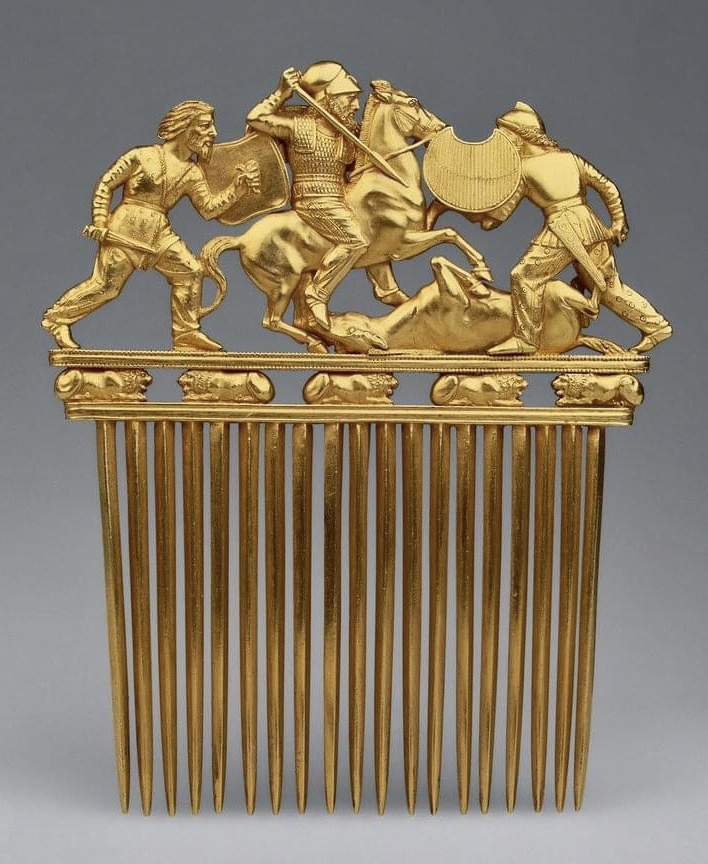
Zlatý skytský hřeben vyrobený v Řecku, nalezen na, aktuálně umístěn v muzeu Ermitáž

Skytské umění bylo umění vytvářené Skyty, zaniklým starověkým kočovným kmenem obývajícím Skýtii. Jednalo se především o dekorativní předměty, jako jsou šperky. Jejich produkty byly vyráběny od 7. do 3. století před naším letopočtem, tj. až do jejich vyhnání Sarmaty.
Všechny kusy skytského umění, ale zejména zlaté šperky, jsou vysoce vážené muzei. Mnoho z nejvzácnějších artefaktů bylo umístěno v muzeu Ermitáž v Petrohradu.

## Historie
V rané fázi skytského umění byly vytvářeny pracně modelované zvířecí postavy, zobrazované samostatně, či v boji. Později, když přišli do styku s Řeky na západě svého teritoria, začalo se umění obou národů ovlivňovat. Navíc se země propojily i obchodně: mnoho kusů šperků a dekorací bylo vyrobeno v Řecku a do Skýtie prodáno.
Přestože zlatnictví bylo důležitou oblastí výroby ve starověkém Řecku, zachovalo se odtamtud velmi málo kusů. Díky faktu, že vyváželi zboží ke Skytům, mohly být použity i nálezy ze zdejších pohřebišť. Ty nyní představují nejvíce kusů od řeckého umění, které máme k dispozici.

### Archeologie
Většina kusů byla nalezena v mohylách (kurhanech) nad hroby. První umělecká díla byla přivezena do Ruska v počátcích 18. století Petru I. Velikému, tehdejšímu ruskému carovi. Tyto kusy utvořily základ sbírky petrohradské Ermitáže. Carevna Kateřina II. Veliká jimi byla natolik okouzlena, že nařídila systematické studium těchto děl.
Významnou osobností v oblasti archeologie je Nikolaj Veselovskij (1848–1918). Ten ve své době vedl nejdůležitější vykopávky v mohylách. Našel nejvýznamnější nálezy, mezi které patří i zlatý hřeben (obrázek v úvodu článku).

## Používané materiály
Skytové pracovali s rozličnými materiály – od kostí, dřeva a kůže přes bronz a stříbro až po zlato a elektrum. Používali i vlněnou plst, a to na zdobené oblečení, stany a postroje na koně.

## Muzea
Nálezy z nejdůležitějších pohřebišť zůstávají ve státu, kde byly nalezeny. Západoevropská a americká muzea mají tedy relativně malé sbírky, výjimkami jsou mezinárodní výstavy. Nejlepší sbírku umění má muzeum Ermitáž. Významnou kolekci mají také další města, jako třeba Budapešť, maďarský Miskolc, Kyjev (Archeologický ústav v Kyjevě), či Kábul (Národní muzeum Afghánistánu).

## Galerie

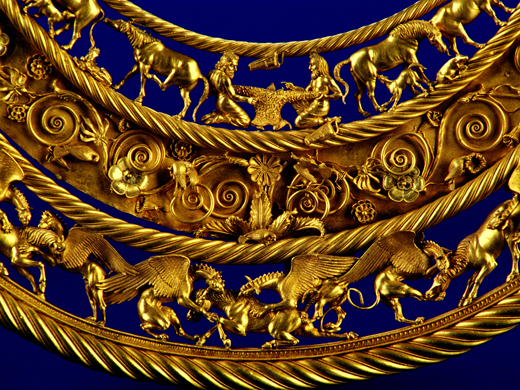
Pravděpodobně zlatý náhrdelník, nalezen na stejném místě jako zlatý hřeben, druhá polovina 4. století př. n. l.
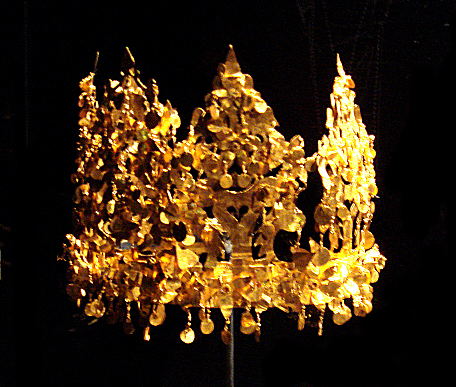
Zlatá koruna, nalezena v Tillā tapa v severní části Afghánistánu
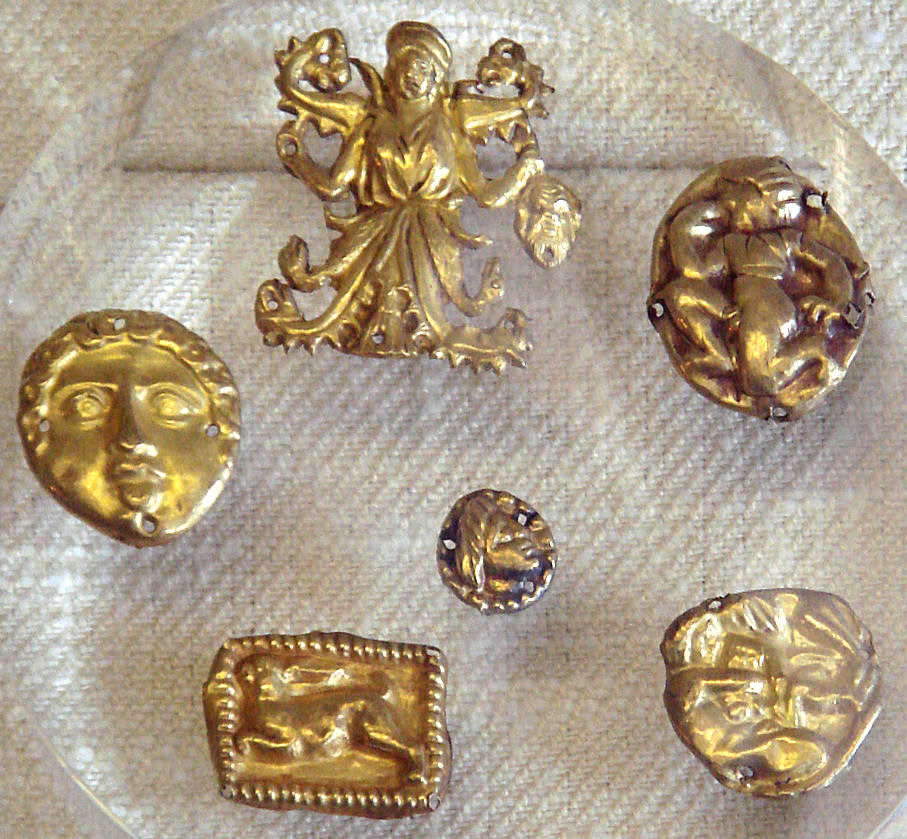
Poklad Kul-Oba, Krym, 350–400 před naším letopočtem
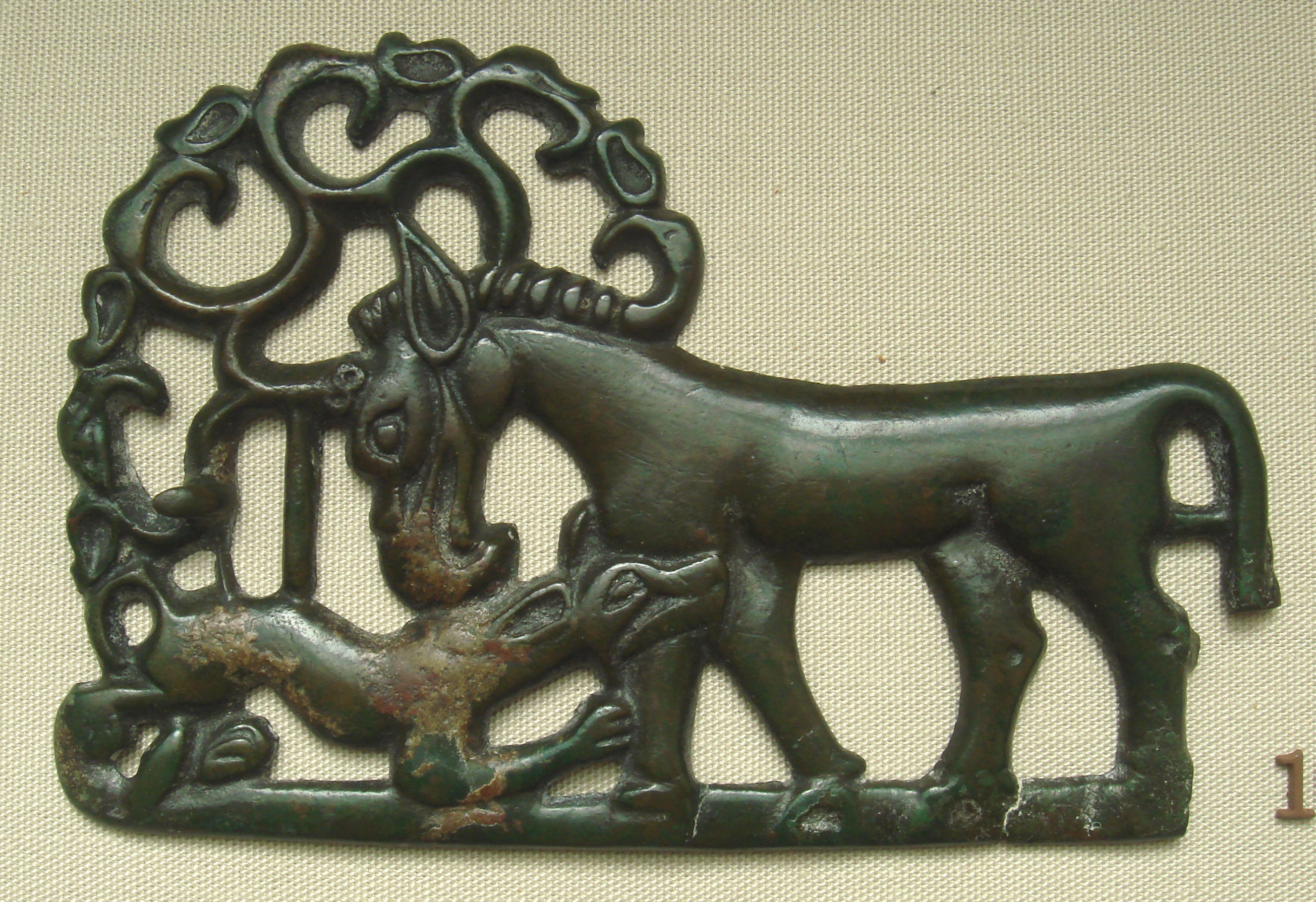
Kůň napadený vlkem, 4. století př. n. l.
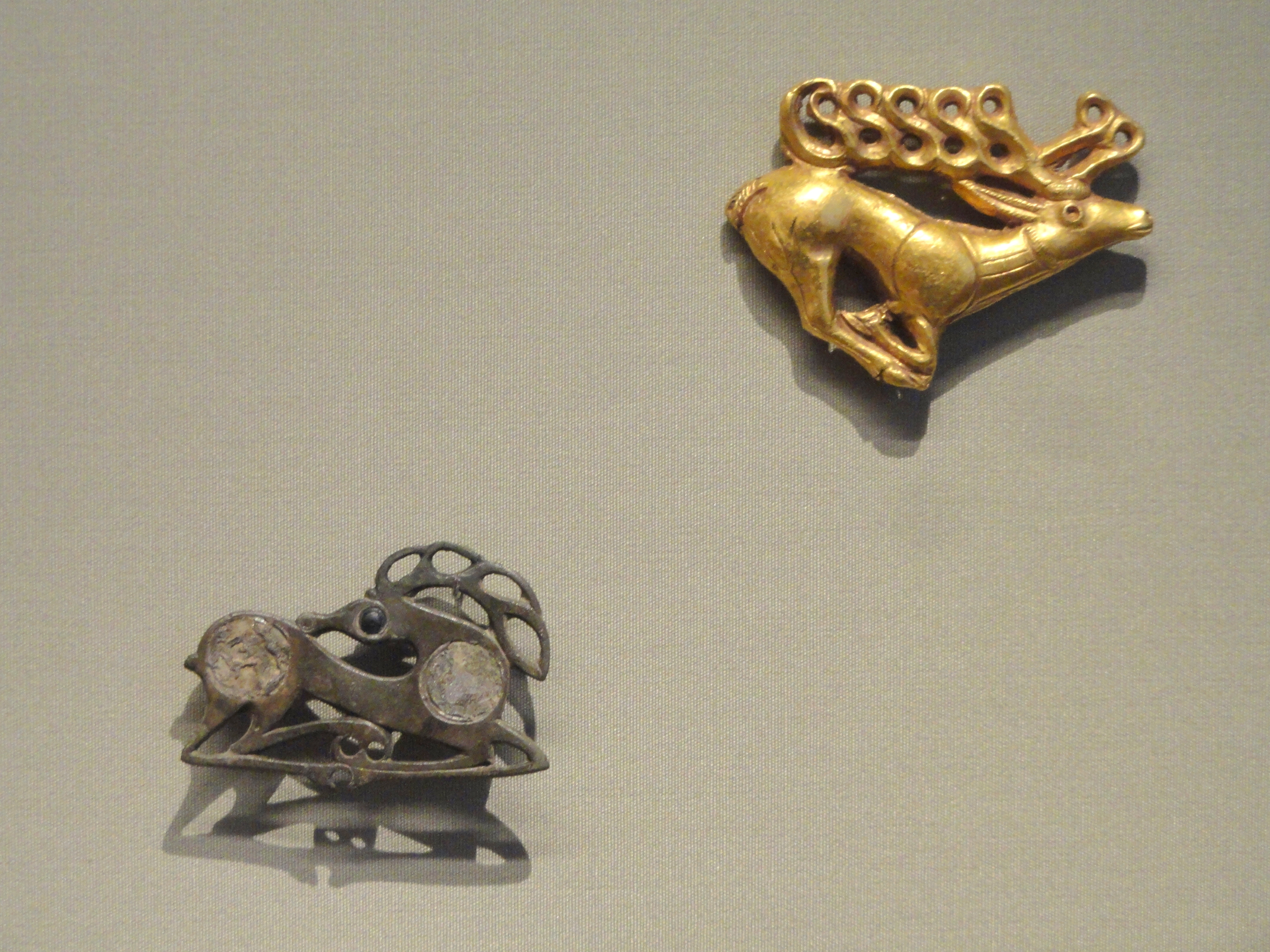
Vliv skytského umění: Spona ve tvaru ležícího jelena, 400 našeho letopočtu, severovýchodní Evropa (dole). Pro porovnání skytská spona ve tvaru běžícího jelena, 400–500 př. n. l., západní Asie
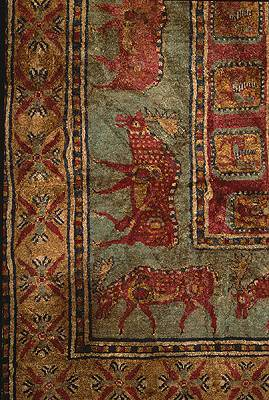
Koberec Pazyryk, nejstarší dochovaný vlněný orientální koberec